# Gerard Encuentra
Gerard Encuentra Bellmunt (Lleida, 9 gennaio 1990) è un allenatore di pallacanestro spagnolo.

## Carriera
Il 14 giugno 2021 diventa il coach del Força Lleida, con cui firma un biennale. Dopo aver prolungato per un'ulteriore stagione, il 25 gennaio 2024 rinnova fino al 2026 con il club catalano; al termine del campionato conquista la promozione in Liga ACB dopo i play-off.
Dopo aver conquistato la salvezza nella prima serie spagnola, il 15 maggio 2025 prolunga fino al 2027.